# آني هولمزتروم
آني هولمزتروم (بالسويدية: Annie Holmström)‏ هي لاعب كرة مضرب سويدية، ولدت في 22 فبراير 1880 في Jönköpings Kristina församling ‏ في السويد، وتوفيت في 26 أكتوبر 1953 في Bankeryd parish ‏ في السويد.

## وصلات خارجية
- آني هولمزتروم على موقع الاتحاد الدولي لكرة المضرب (الإنجليزية)
- آني هولمزتروم على موقع اللجنة الأولمبية الدولية (الإنجليزية)
- آني هولمزتروم على موقع أوليمبيديا (الإنجليزية)
- آني هولمزتروم على موقع اللجنة الأولمبية السويدية (السويدية)